# 沙石多镇
沙石多镇，是中华人民共和国四川省阿坝藏族羌族自治州黑水县下辖的一个乡镇级行政单位。

## 行政区划
沙石多镇下辖以下地区：
杨柳秋村、马河坝村、银真村、干市坝村、奶子沟村、羊茸村、昌德村和甲足村。